# Ignasi Ponti i Grau
Ignasi Ponti i Grau (Barcelona, 18 de juliol del 1910 - Barcelona, 21 d'agost del 1993) fou un enginyer industrial, promotor i mecenes cultural català.

## Biografia
L'any 1935 va fundar amb Lluís Tribó, i passà a dirigir, l'"Oficina Ponti", un establiment de patents i marques que en l'actualitat (2008) continua dedicada a la propietat industrial i intel·lectual, amb despatxos a Barcelona, Madrid i Alacant. En morir el 1993, era també president del consell d'administració d'Edicions La Magrana.
Ignasi Ponti col·laborà activament en l'organització del Congrés de Cultura Catalana del 1975. Fomentà l'edició de la literatura i de la música en català com a membre de la Fundación Albéniz, i el 1980 formà part de la junta de promotors de la cooperativa de Ràdio Associació de Catalunya (RAC), de la que en fou vicepresident el 1983 i president del 1985 fins a la seva mort. El 1993 va rebre la Creu de Sant Jordi.